# 靈恩運動
靈恩運動 （Charismatic Movement），是基督教的一個運動，一般特指各個新教傳統宗派的「舊靈恩運動」，與具有很深無宗派福音派背景的新靈恩運動相對。舊靈恩運動發端於20世紀60年代，最開始是聖公宗內的運動，後來逐漸擴散至信義宗、長老宗，以及循道宗等派別。天主教會也有類似的運動，稱為神恩復興運動，在宗教學研究層面一般也歸入舊靈恩運動之中。
基督教歷史上，發生在第二世紀中期大公教會內的靈恩復興，稱為孟他努主義，有人視為教會的一種復興運動，也有人認為是分裂教會的異端，但自中世紀以來，各個基督宗教宗派都普遍對靈恩（神恩）持敬而遠之的態度。直到20世紀60年代，靈恩的觀念才逐漸在新教各派別中重新得到一定重視。
靈恩運動的中文名詞由最早由中國教會的神學家賈玉銘提出。與新靈恩派與五旬節派相似，靈恩運動也很強調「第二次的蒙福」（又稱為受聖靈的洗禮），以及生活中的虔敬。

## 歷史
第二世紀的靈恩運動起源於每西亞和弗呂家一帶，稱為孟他努主義。172 年左右，孟他努（Montanus）開始他的預言運動。孟他努常會突然抽搐，狀似入迷，然後發出一連串的預言（Prophecy），之後會倒地不省人事，他說這是「被聖靈充滿」的記號，因為聖靈要引入一個新的紀元。他與兩位被稱為女先知的百基拉和馬克西米拉是合作關係。百基拉和馬克西米拉都自稱被聖靈感召獲上帝賜予先知預言恩賜，不滿意當時的教會不再有預言，不再講方言（即使用舌音禱告）。早期教父特土良於207年加入一方，他指出早期使徒也領受了屬靈恩賜，說預言、醫治等。雖然追隨者認為孟他努主義是教會的一種復興運動，但因其教義與神格唯一論的關連，於381年的君士坦丁堡會議被認為是分裂教會的異端。260年後，孟他努主義在信徒的生活中慢慢減弱，其後很長一段時間內基督宗教各派別都對靈恩這一概念持敬而遠之的態度。
20世紀初，美國興起了具有很深聖潔運動以及循道宗背景的五旬節運動，又被宗教學者稱為「第一波靈恩運動」。五旬節派很強調「聖靈的恩賜」、「說方言」（舌音禱告）等概念，隨五旬宗的傳播，這些靈恩的概念也傳播到了美國以外。但基督宗教的各個傳統宗派對靈恩依舊持負面態度，直到20世紀60年代，一些傳統宗派才開始逐步接納靈恩的概念，也就是一般所說的「（舊）靈恩運動」。靈恩運動於1960年發端於美國聖公會的高教會派，後來於1962年傳播到了信義宗、長老宗等教派之中。1967年，天主教內也出現受五旬節派觀念影響很深的神恩復興運動。靈恩運動的成員一般會成立一些跨宗派的次級團體來實踐他們的信仰，如聖靈的寶劍等等。雖然今天靈恩派與福音派在許多時候會被認為是非常相近以至於難以分開的兩個派別，但其實福音派很少參與舊靈恩運動。在第三波靈恩運動（新靈恩運動）中出現的無宗派福音派背景的靈恩派教會一般被稱為「新靈恩派」。

### 引用
1. ↑  Reid; Linder; Shelley; Stout. . InterVarsity Press. 1990: 241–242. ISBN 0-8308-1776-X.
2. ↑  胡恩德，《從聖經看靈恩運動》，香港，宣道出版社，2005年。
3. ↑   Bill J. Leonard, Jill Y. Crainshaw, Encyclopedia of Religious Controversies in the United States, Volume 1, ABC-CLIO, USA, 2013, p. 165
4. ↑  . emotionallyfree.org.   [January 16, 2018]. （原始内容存档于October 11, 2011）.
5. ↑  Suenens, Leo Joseph. . Servant Books. 1978: 21.
6. ↑  Menzies & Menzies 2000，第38–41頁.
7. ↑  Csordas, Thomas J. . University of California Press. January 8, 2021: 272. ISBN 978-0-520-36602-2.
8. ↑  Burgess, Stanley M; van der Maas, Eduard M (编), , , Grand Rapids: Zondervan: 286–87, 2002.

### 学术研究
- The European Research Network on Global Pentecostalism (GloPent) （页面存档备份，存于） is an initiative by three leading European Universities in Pentecostal studies networking academic research on Pentecostal and Charismatic movements.
  - PentecoStudies: Online Journal for the Interdisciplinary Study of Pentecostal and Charismatic Movements （页面存档备份，存于） published under the auspices of GloPent